# Inname van Axel
De Inname van Axel was een inname van de stad Axel tijdens de Tachtigjarige Oorlog in opdracht van prins Maurits. Deze inname was zijn eerste wapenfeit.

## Aanloop
Maurits was op zijn achttiende verjaardag, op 14 november 1585 benoemd tot stadhouder en admiraal van Holland en Zeeland. In het jaar 1586 begon hij met het leiden van de gevechten. Axel, een kleine stad in Zeeland, was sinds 1583 in handen van het Leger van Vlaanderen, waar de bezetting uit vier Duitse vendels bestond onder leiding van overste Schonaauw. De Staatse kolonel Jan Piron had een plan bedacht om Axel bij verrassing in te nemen. De prins vond het een goed plan en stuurde Piron met een aantal van de beste soldaten.

## Inname
Op de nacht van 16 op 17 juli vertrokken ze. Ze kwamen 's morgens voor Axel aan. Omdat de poorten nog gesloten waren was het nog niet zeker of zij binnen zouden geraken. Een soldaat had het gewaagde plan om over de stenen beer te klauteren vandaar de stadswal op. Toen het hem was gelukt binnen te raken volgde de rest, zij wisten gezamenlijk de schildwacht te overmeesteren. Vervolgens openden zij de stadspoort waarop de rest van het leger kwam binnenstormen, op de trompet het door de Spanjaarden zo gehate Wilhelmus spelende. Er ontstond paniek binnen de wallen. Sommige wakkere wachters probeerden de invallers nog terug te drijven, in de Lange Noordstraat vielen nog schermutselingen voor, maar nadat er enkele doden vielen onder Spanjaarden en Duitsers bleek dat ze niet tegen de overmacht waren opgewassen. Sommigen redden zich het leven door op de vlucht te staan, het merendeel werd gevangengenomen. Bevelhebber Schonaauw was gevangengenomen voordat hij doorhad wat er loos was. Nu wist hij wel dat hij in ongenade zou zijn gevallen bij de Spaanse legerleiding, dus hij bood zijn diensten aan ten gunste van Leicester en Maurits. Deze lieten weten geen onoplettende soldaten nodig te hebben en wezen zijn aanbod af.

## Nasleep
Maurits liet een aantal polders onderlopen om de steden Terneuzen en Axel van het vasteland af te snijden en een mogelijk ontzet te ontmoedigen. Op 17 juli 1586 trok Maurits de stad in. Na het beleg liet Maurits diverse schansen in de buurt van Axel bouwen om zo het gebied beter te beschermen. Maurits haalde later als legeraanvoerder nog grote successen in de Nederlanden.
De stad werd ontruimd van haar katholieke inwoners en magistraat. De bewoners zijn naar Gent en omliggende Spaanse gebieden gevlucht. De twee daarop volgende jaren was er geen burgerlijk recht binnen Axel, noch een magistraat. Een gemachtigde van de Gecommitteerde Raad van Zeeland nam die zaken waar. Pas in 1594 nam het aantal burgers weer toe en werd daar een magistraat aangesteld.